# Андре Куман
Андре Куман (10 квітня 1893 — 8 березня 1958) — бельгійський вершник.
Срібний призер Олімпійських Ігор 1920 року в командному конкурі.